# 马尔塞
马尔塞（法語：Marcé，法語發音：[maʁse] ⓘ）是法国曼恩-卢瓦尔省的一个市镇，位于该省中部偏北，属于昂热区。

## 地理
马尔塞（47°34'48"N, 0°19'35"W）面积21.09 平方千米，位于法国卢瓦尔河地区大区曼恩-卢瓦尔省，该省份为法国西部内陆省份，大致对应安茹地区，北起顺时针与马耶讷省、萨尔特省、安德尔-卢瓦尔省、维埃纳省、德塞夫勒省、旺代省、大西洋卢瓦尔省和伊勒-维莱讷省接壤。马尔塞附近属于较为典型的农业地区。
与马尔塞接壤的市镇（或旧市镇、城区）包括：拉沙佩勒圣洛、科尔泽、迪尔塔勒、雅尔泽维拉日、卢瓦河畔塞什。
马尔塞的时区为UTC+01:00、UTC+02:00（夏令时）。

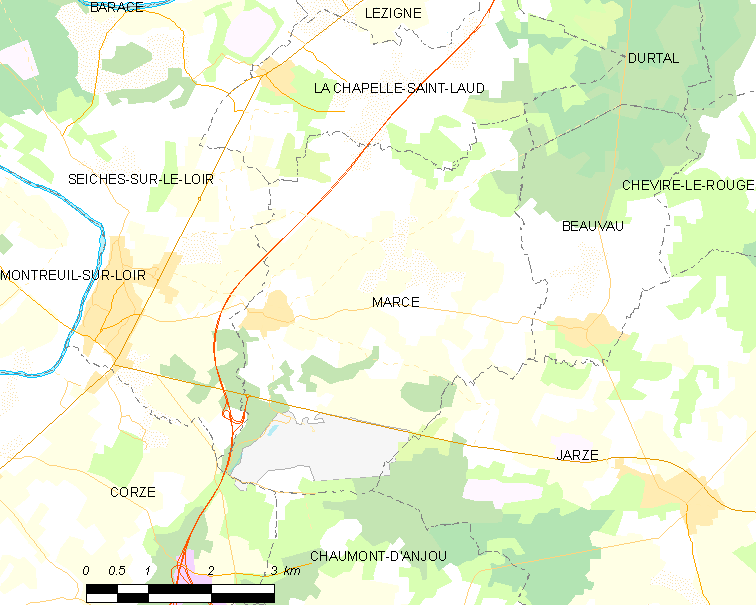
马尔塞的OSM定位图

## 行政
马尔塞的邮政编码为49140，INSEE市镇编码为49188。

## 政治
马尔塞所属的省级选区为昂热第六县。

## 人口

1962-2008年间马尔塞人口变化图示

马尔塞于2022年1月1日时的人口数量为846人。